# 유공 (식후)
유공(劉恭, ? ~ 52년)은 신나라 ~ 후한 초기의 인물로, 태산군 식현(式縣) 사람이다. 전한 성양경왕의 후손으로, 조부 유헌 때부터 대대로 식후(式侯) 작위를 이어왔으나, 아버지 유맹의 대에 전한이 멸망하면서 서인이 되었다.

## 생애
적미군이 식현을 지나갈 때 동생 유무(劉茂)·유분자와 함께 납치되었다. 어려서 《상서》를 익혀 나름 학식이 있었기 때문에, 적미군의 대장 번숭이 경시제에게 항복했을 때 경시제에게 시중(侍中)으로 임용되고 다시 식후에 봉해져 장안에 남았고, 유무와 유분자는 군중에 남아 목동이 되었다. 얼마 안 가 번숭이 유분자를 떠나 다시 관중으로 갔고, 정현(鄭縣)에서 유분자를 황제로 추대하니, 소식을 들은 유공은 스스로 옥에 들어갔다. 이후 적미군이 장안을 함락하였을 때 빠져나와, 고릉(高陵)으로 달아난 경시제를 걸어서 찾아갔다. 경시제는 유공을 사자로 보내 적미군에게 항복하였다. 이때 경시제는 장사왕에 봉해지기로 되어있었으나, 적미군은 약속을 어기고 경시제를 죽이려 하였다. 유공은 스스로 목숨을 끊으려 하였고, 번숭 등은 결국을 약속을 이행하기로 하였다. 그러나 결국 경시제는 옛 부하 장앙의 사주를 받은 사록에게 목이 졸려 죽었고, 유공은 밤중에 경시제의 시신을 수습하였다.
유공은 적미군이 장차 패망하고 그 화가 자기 형제들에게 미칠 것이라고 생각하여, 제위를 내놓는 절차를 유분자에게 알려주고 대사를 연습시켰다. 건무 2년(26년) 새해 첫날에 열린 연회에서 유분자를 폐할 것을 상주하였으나, 번숭이 완고히 반대하니 자리에서 물러났다. 유분자는 유공이 알려준 대로 자리에서 내려와 인수를 풀고는 머리를 바닥에 찧으며 제위를 포기하겠다는 대사를 읊었고, 사람들은 모두 유분자를 가련히 여겨 사죄하고 다시 인수를 채워 주었다.
건무 3년(27년), 광무제가 동쪽으로 달아나는 적미군을 의양(宜陽)에서 가로막았다. 적미군은 유공을 사자로 보내 항복하였다. 이후 유공은 경시제의 원수를 갚기 위하여 사록을 죽이고 스스로 옥에 들어갔는데, 광무제는 유공을 용서하였다.
건무 28년(52년), 광무제의 아들 패헌왕의 빈객들에게 피살되었다. 패헌왕은 경시제의 아들 유리를 빈객으로 두어 총애하였는데, 유리가 유분자를 원수로 여기자 그를 위하여 손을 써준 것이었다. 광무제는 패헌왕을 용서하였으나, 조서를 내려 제후의 빈객 수천 명을 주살하였다.

## 출전
- 범엽, 《후한서》 권11유현유분자열전·권42 광무십왕열전